# Carcinops troglodytes
Carcinops troglodytes är en skalbaggsart som först beskrevs av Gustaf von Paykull 1811.  Carcinops troglodytes ingår i släktet Carcinops och familjen stumpbaggar. Inga underarter finns listade i Catalogue of Life.